# ورزشگاه شهید نصیری
ورزشگاه شهید نصیری یزد با نام سابق ورزشگاه شهری یزد در سال ۱۳۵۲ با بودجه بنیاد پهلوی در شهر یزد، استان یزد در کشور ایران بنیان‌گذاری شده است. باشگاه فوتبال شهید قندی یزد و باشگاه فوتبال چادرملو اردکان بازی‌های خانگی خود را در این ورزشگاه برگزار می‌کنند.